# Fortuna (Múrcia)
Fortuna é um município da Espanha na província e comunidade autónoma de Múrcia. Tem 148,5 km² de área e em 2021 tinha 10 512 habitantes (densidade: 70,8 hab./km²).

## Demografia
| Variação demográfica do município entre 1991 e 2004 | Variação demográfica do município entre 1991 e 2004 | Variação demográfica do município entre 1991 e 2004 | Variação demográfica do município entre 1991 e 2004 |
| --------------------------------------------------- | --------------------------------------------------- | --------------------------------------------------- | --------------------------------------------------- |
| 1991                                                | 1996                                                | 2001                                                | 2004                                                |
| 6004                                                | 6295                                                | 7149                                                | 7707                                                |